# Рухну (волость)
Ру́хну (эст. Ruhnu vald) — волость в Эстонии в составе уезда Сааремаа.

## География
Расположена на одноимённом острове и занимает всю его территорию. Площадь волости — 11,91 км², из них возделываемая земля — 90 га (7,6 %), леса — 670 га (56,3 %), природные луга — 190 га (16,0 %).
Ближайшее место на материке — находящийся в 37 километрах мыс Колка в Курземе (Латвия). По воздуху до города Курессааре 70 км, до Пярну — 96 км, до острова Кихну — 54 км.

## Населённые пункты
Единственный населённый пункт волости и её административный центр — деревня Рухну. Она расположена в центре острова.

## Население
По данным Департамента статистики, на 1 января 2025 года в волости проживали 80 человек, плотность населения составила 6,7 чел/км².
До 1944 года остров населяли в основном балтийские шведы, после войны — переселившиеся с Кихну, Сааремаа и других регионов Эстонии эстонцы. В 1710 году на острове на 35 хуторах проживали 293 человека, в [[1842 году – 389 (207 мужчин и 182 женщины). По данным переписи населения 2000 года, на Рухну насчитывалось 67 жителей, переписи 2011 года — 55. По данным Регистра народонаселения, который ведёт Министерство внутренних дел Эстонии, в 2019 году в волости было зарегистрировано 164 человека, из которых 2/3 проживает на острове только летом.

## История
Остров Рухну (швед. Runö) впервые упоминается в 1341 году в послании Курземеского епископа Йоханнеса, в котором были закреплены права Швеции над жителями острова.
Как и остальная территория современной Эстонии, в течение многих лет остров Рухну был под властью разных государств. После шведского времени, с 1712 года, он входил в состав Российской империи. Исторические русские названия волости Рухну: Руноская волость  и Остров Руноская волость.  
При создании национальных эстонского и латвийского государств оба претендовали на остров. Так как на побережье Эстонии находились представлявшие для рухнусцев особый интерес зоны промысла тюленей, согласно их желанию с 1919 года остров стал принадлежать Эстонии. Основными видами деятельности рухнусцев был тюлений промысел, рыболовство и земледелие. В 1930-х годах на экспорт (в основном, в Швецию) стали изготавливать вёсельные лодки. 

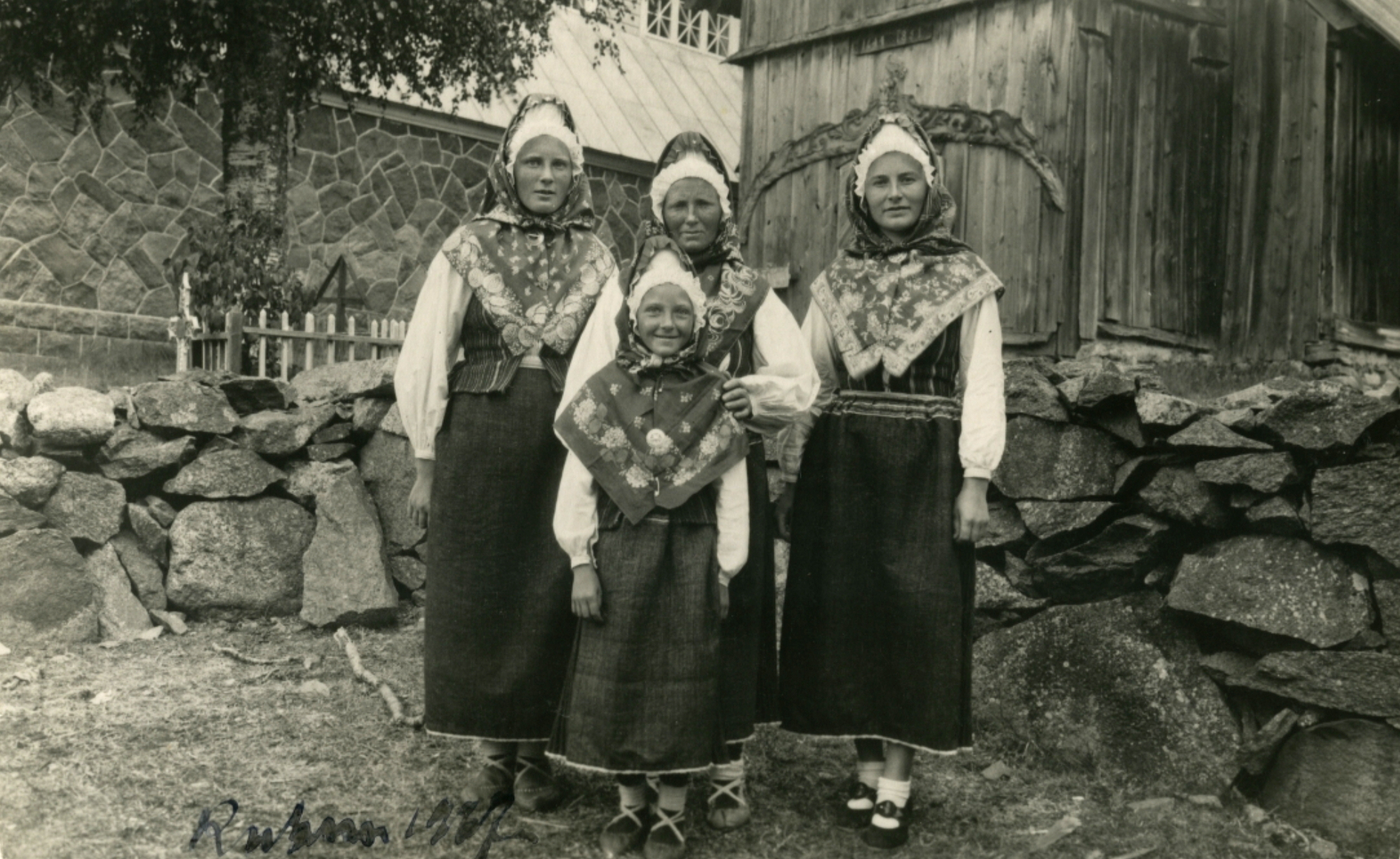
Женщины Рухну в национальной одежде,
1937 год

В 1927 году от рухнусцев стали требовать использования фамилий. В 1930-х годах была проведена земельная реформа, в ходе которой была утрачена историческая «лоскутная система». В 1939 году на острове насчитывалось 49 хуторов, размер угодий составлял 150 га, содержали 278 коров, 254 свиньи, 311 овец и 160 лошадей.
В августе 1944 года рухнусцы эмигрировали в Швецию, на острове осталось только две семьи. Заселившие остров эстонцы в основном занимались земледелием и ловлей рыбы. В начале советской власти на острове был создан колхоз «Рухну», позже переименованный в «Маяк коммунизма» (эст. Kommunismi Majak). В 1958 году была построена электростанция и электрифицирована деревня, в 1960-х годах на мысе Рингсу возвели порт. 1960–1970-е годы были на острове расцветом советского периода, число жителей превысило 200 человек. Ноябрьский шторм 1969 года разрушил порт, окончательно он был восстановлен только в начале 2000-х годов. Колхоз был ликвидирован в 1970-х годах, после чего население острова уменьшилось наполовину.
После восстановления независимости Эстонии число постоянных жителей острова держится на уровне 50–60 человек.

## Статистика
Данные Департамента статистики о волости Рухну:
Число жителей на 1 января года:
| Год  | 2016 | 2017  | 2018  | 2019  | 2020  | 2021  | 2022 | 2023 | 2024 | 2025 |
| ---- | ---- | ----- | ----- | ----- | ----- | ----- | ---- | ---- | ---- | ---- |
| Чел. | 138  | ↘ 127 | ↗ 141 | → 141 | ↘ 131 | ↗ 140 | ↘ 89 | ↘ 88 | ↗ 90 | ↘ 80 |

Число рождений (живорождённых):
| Год  | 2016 | 2017 | 2018 | 2019 |
| ---- | ---- | ---- | ---- | ---- |
| Чел. | 1    | ↘ 0  | ↗ 2  | ↘ 0  |

Число умерших:
| Год  | 2016 | 2017 | 2018 | 2019 |
| ---- | ---- | ---- | ---- | ---- |
| Чел. | 0    | 0    | 0    | ↗ 2  |

Зарегистрированные безработные:
| Год  | 2016 | 2017 | 2018 | 2019 |
| ---- | ---- | ---- | ---- | ---- |
| Чел. | 3    | 3    | 3    | ↘ 2  |

Средняя брутто-зарплата работника:
| Год  | 2016 | 2017   | 2018   | 2019   |
| ---- | ---- | ------ | ------ | ------ |
| Евро | 1230 | ↗ 1367 | ↗ 1393 | ↗ 1510 |

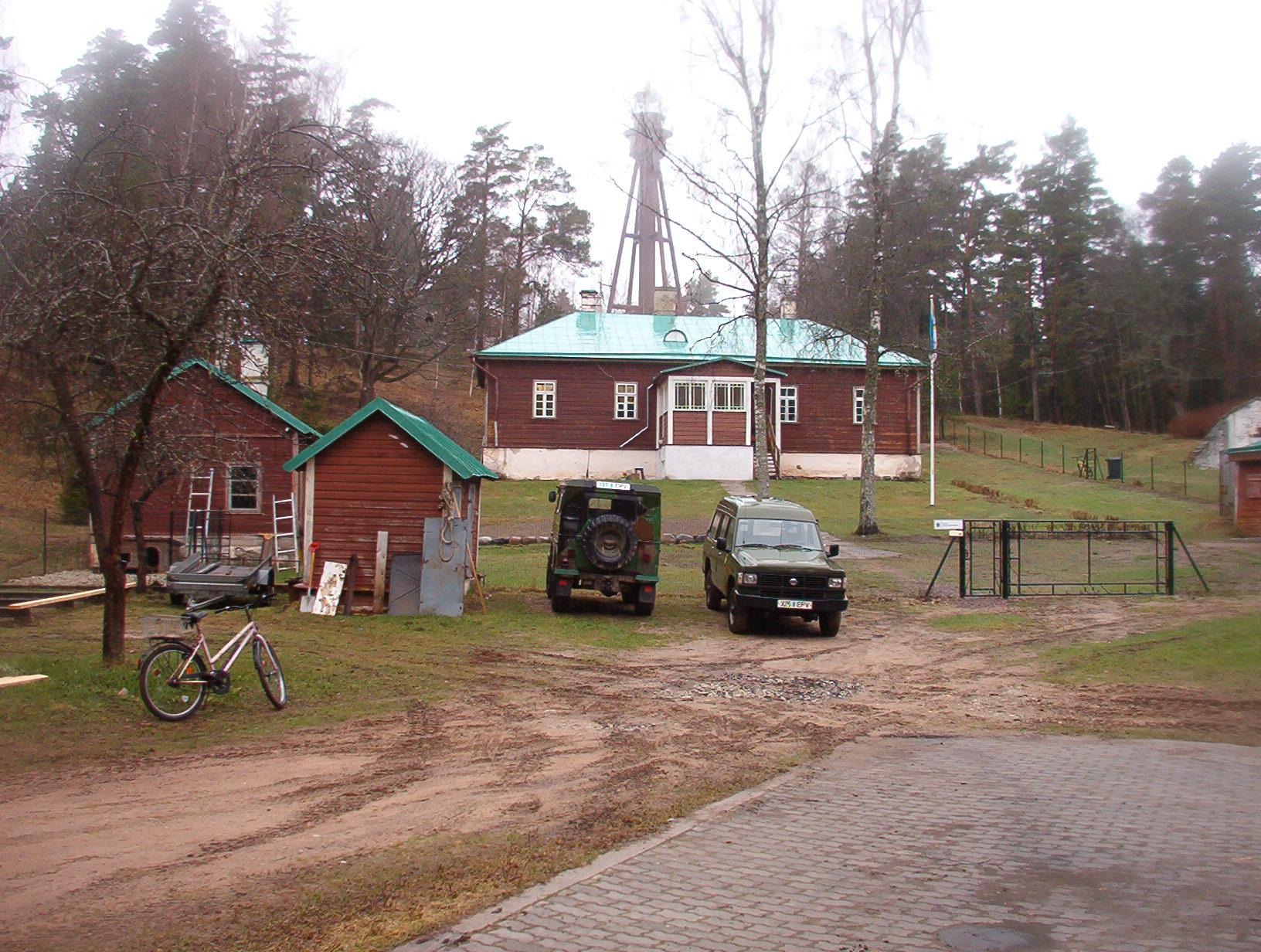
Жилой дом дежурного пожарной каланчи в 2003 году

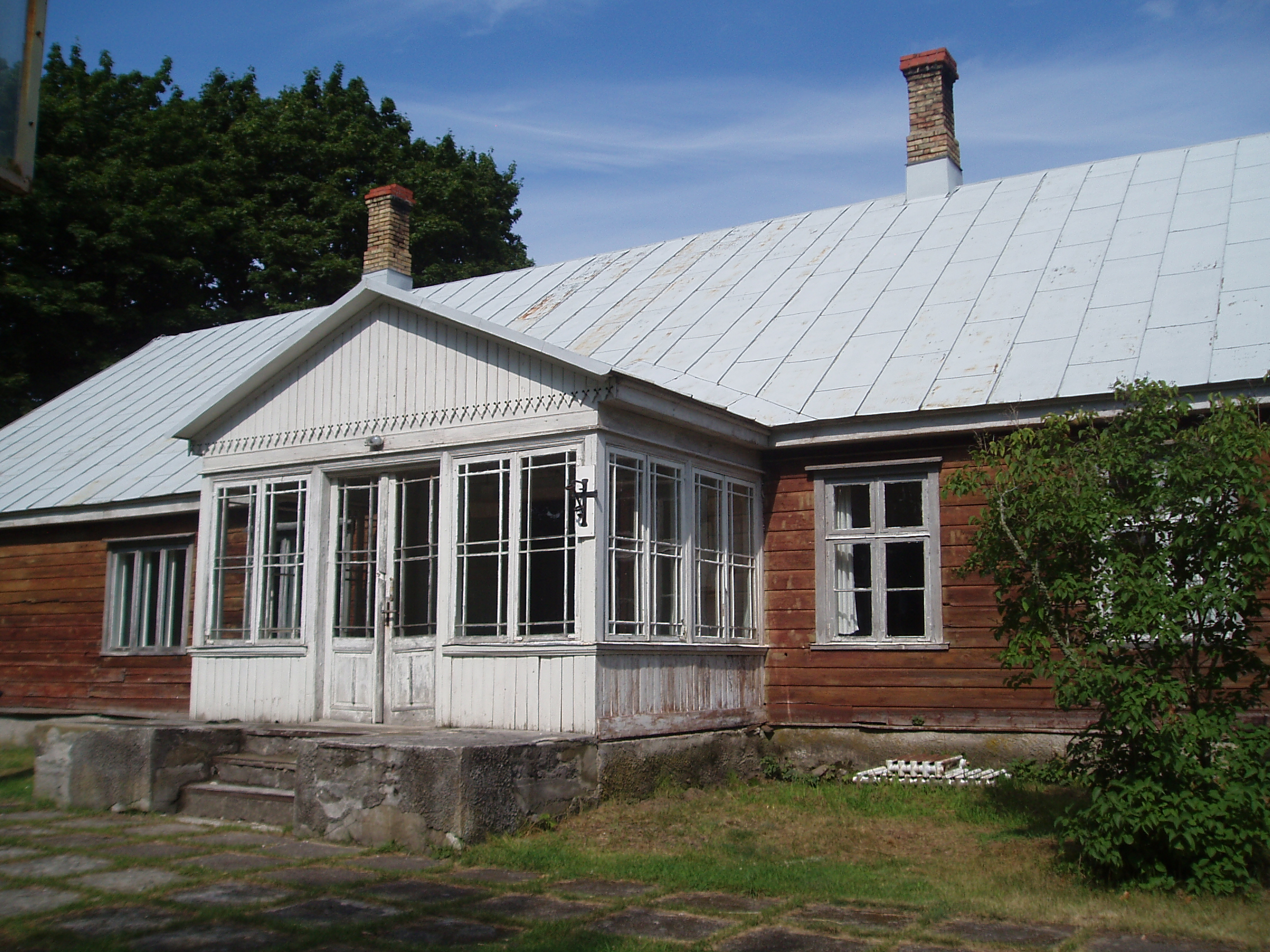
Школа Рухну, бывшее здание пастората

В 2019 году волость Рухну занимала 7 место по величине средней брутто-зарплаты среди 79 муниципалитетов Эстонии.
Число учеников в школах:
| Год  | 2016 | 2017 | 2018 | 2019 |
| ---- | ---- | ---- | ---- | ---- |
| Чел. | 10   | 10   | ↘ 9  | 9    |

## Инфраструктура и жилая среда

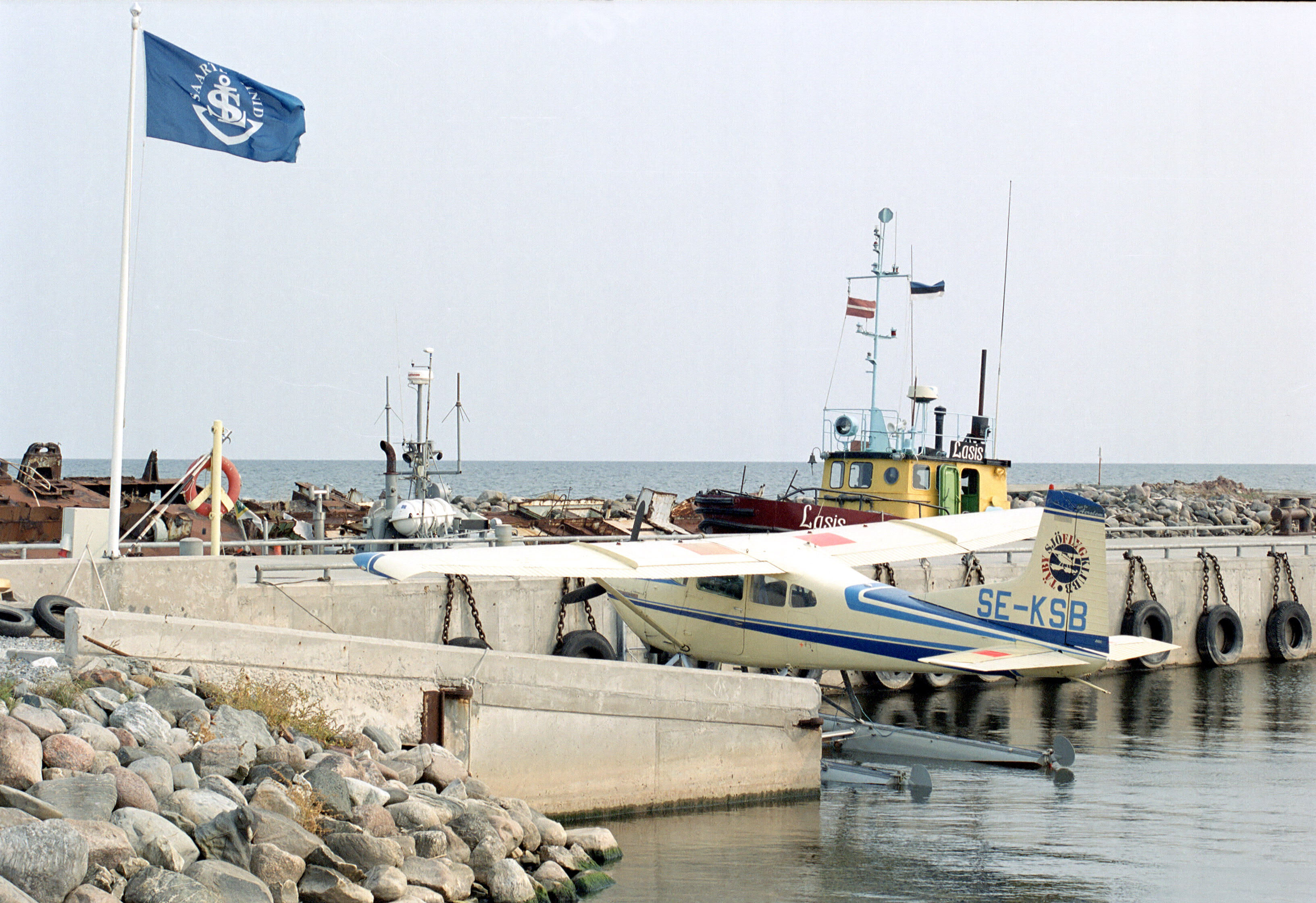
Порт Рухну

В волости работает основная школа. Остров снабжает электричеством автономная электростанция. На Рухну есть небольшое топливное хранилище, находящееся в ведении волостного управления. Остров охватывает сеть водоснабжения и канализации, которая обслуживает учреждения государственного сектора и большинство жилых домов. По состоянию на 2019 год центральное водоснабжение отсутствовало у трети домохозяйств волости. Дороги на острове в основном щебёночные. Услуги мобильной связи 4G предлагают все эстонские операторы посредством мачты GSM, установленной в восточной части острова. 60 % недвижимости на острове возвращено довоенным собственникам. В связи со сложностью процессов наследования многие участки земли остались без ухода, и волости сложно что-то с ними предпринимать.
По данным Департамента полиции за 2015 год, в волости Рухну полностью отсутствовала преступность.

### Транспорт
Навигационный период скоростного катамарана «Runö» на линиях Пярну—Рухну—Пярну, Курессааре—Рухну—Курессааре и Муналайд—Рухну—Муналайд длится с 1 мая по 31 октября. По маршруту Пярну—Рухну—Курессааре с 1 октября по 30 апреля летает 8-местный самолёт. На острове есть возможность заказать микроавтобус по маршруту аэродром—порт— деревня.

## Экономика

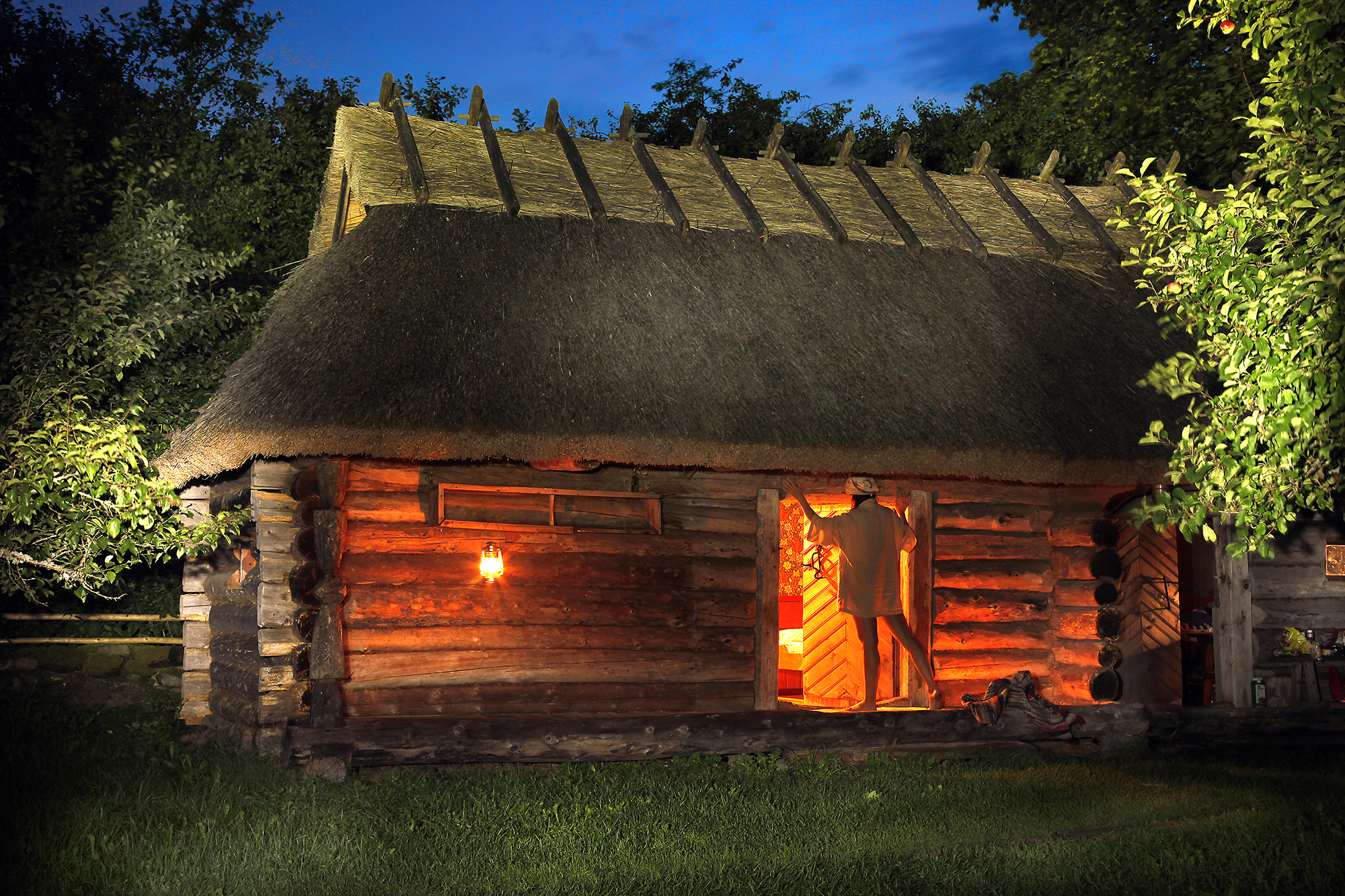
Летний отдых на острове Рухну

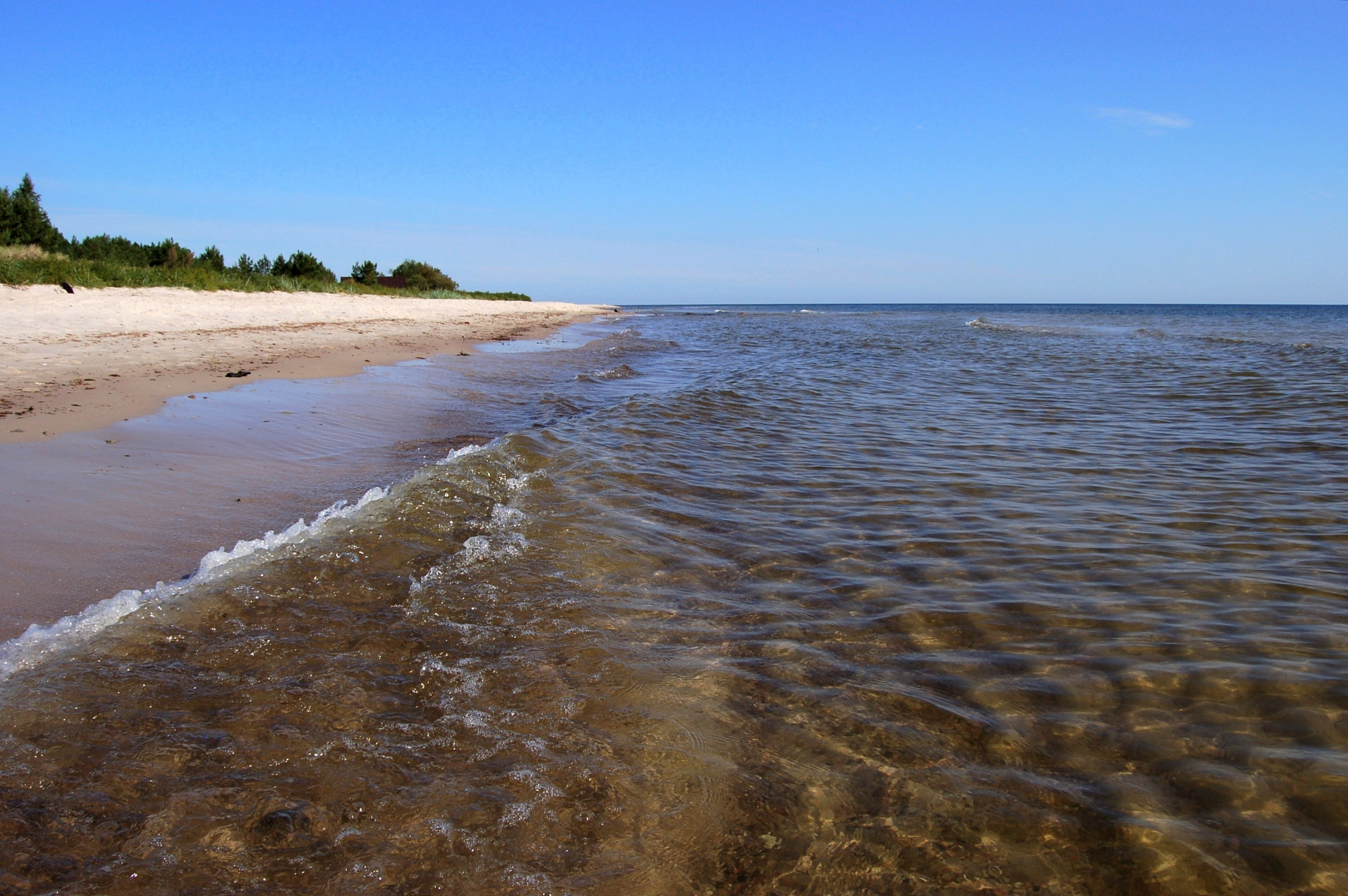
Пляж Лимо

По сравнению с советским периодом, когда статус и перспективы деревни определялись прежде всего наличием в ней рабочих мест, в настоящее время существенной стала являться доступность работы также и за пределами острова Рухну (удалённая работа, работа «летних» рухнусцев в других самоуправлениях). Сейчас крупнейший работодатель волости — это государственный сектор в лице волостной управы, народного дома, школы и библиотеки. На острове есть должности в Спасательном департаменте, метеорологической службе, скорой помощи Северо-Эстонской региональной больницы, музее Рухну, почтового пункта и др.
С 2007 года островитяне опять занялись профессиональной ловлей рыбы, и здесь зарегистрированы три профессиональных рыбака. В 2014 году на эстонских островах, в том числе на Рухну, было восстановлено право отлова тюленей.
Рухнусцы занимаются скотоводством (в 2019 году в волости насчитывалось 60 коров местной эстонской породы и около 100 овец); разводят кур и занимаются пчеловодством. Овощи в основном выращиваются для личного потребления и снабжения школы.
Важнейшим видом деятельности в волости является туристическое обслуживание. На острове имеется 9 мест для ночлега. На пляже Лимо можно арендовать сауну, где также предлагается услуга ночлега.
Крупнейшие работодатели волости по состоянию на 30 июня 2020 года:
| Предприятие/организация | Вид деятельности                                    | Численность работников |
| ----------------------- | --------------------------------------------------- | ---------------------- |
| Ruhnu Vallavalitsus     | Волостная управа; орган государственного управления | 16                     |
| Ruhnu Põhikool          | Основная школа                                      | 12                     |
| Ruhnu AEK OÜ            | Строительство жилых и нежилых зданий                | 4                      |

## Достопримечательности
На территории волости находится Церковь Святой Магдалены, являющаяся самым старым деревянным строением, сохранившимся в Эстонии.

## Галерея

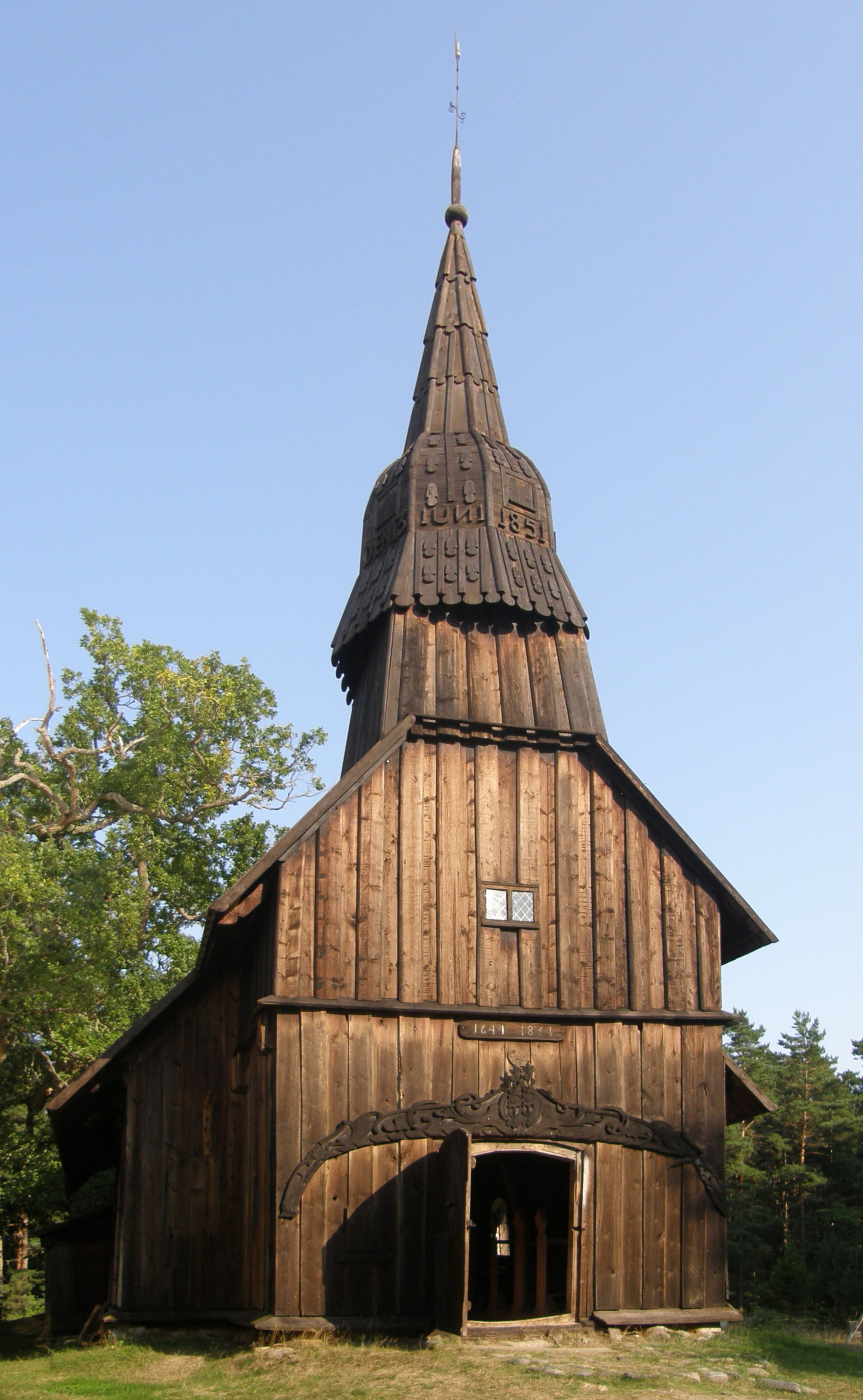
Церковь Святой Магдалены
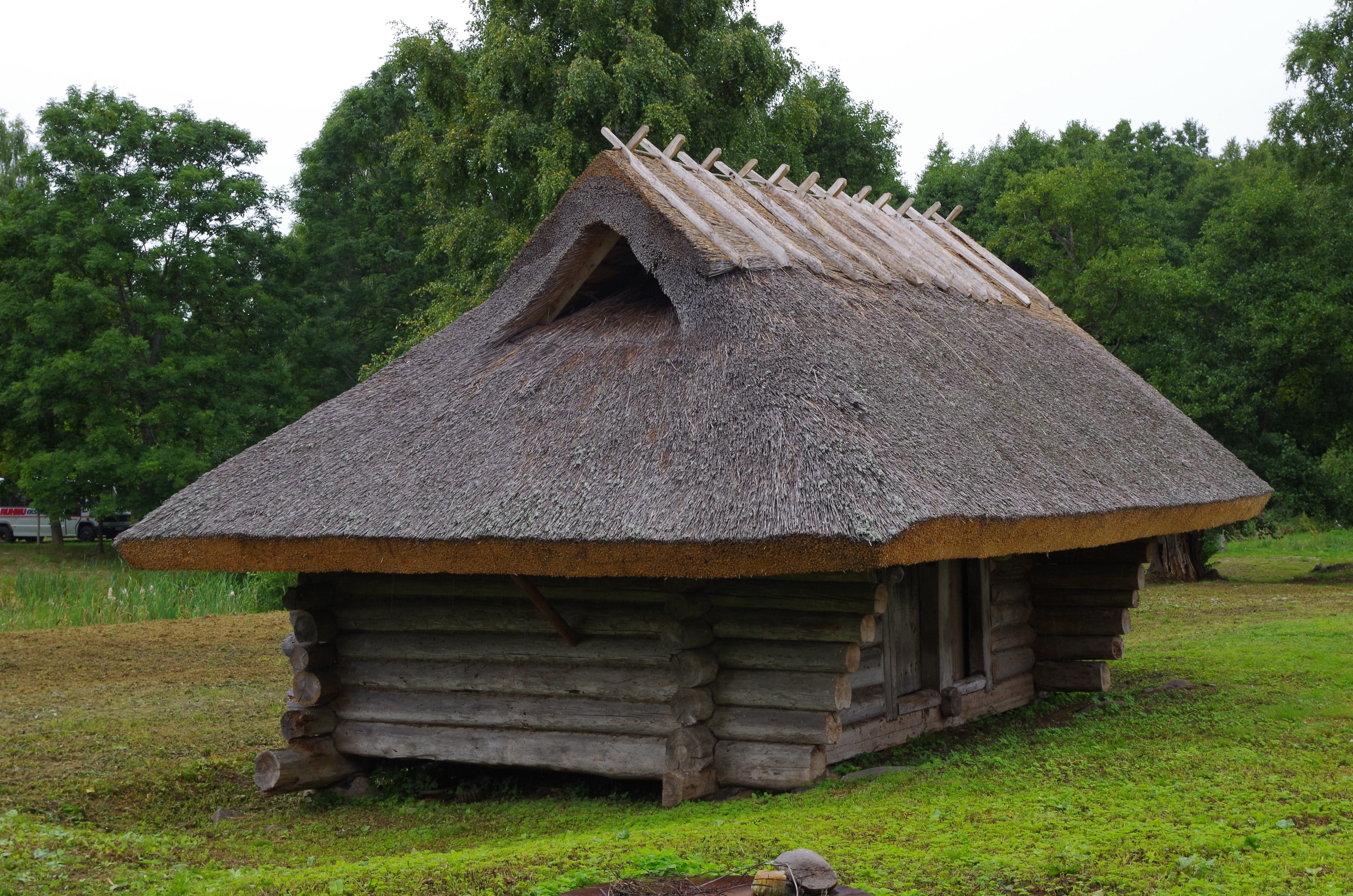
Старинный амбар хутора Корси, памятник архитектуры
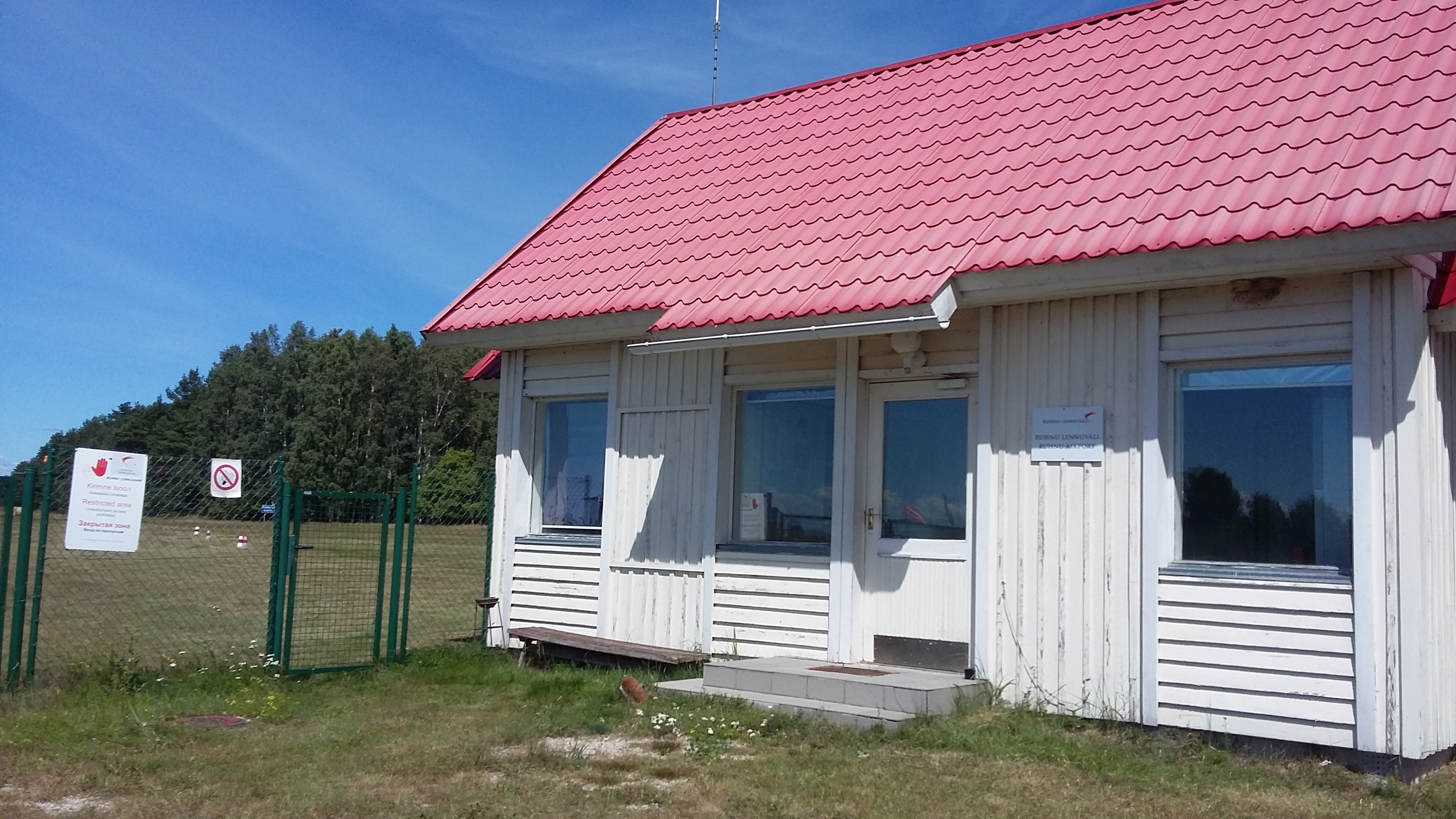
Контора аэродрома Рухну, 2016 год
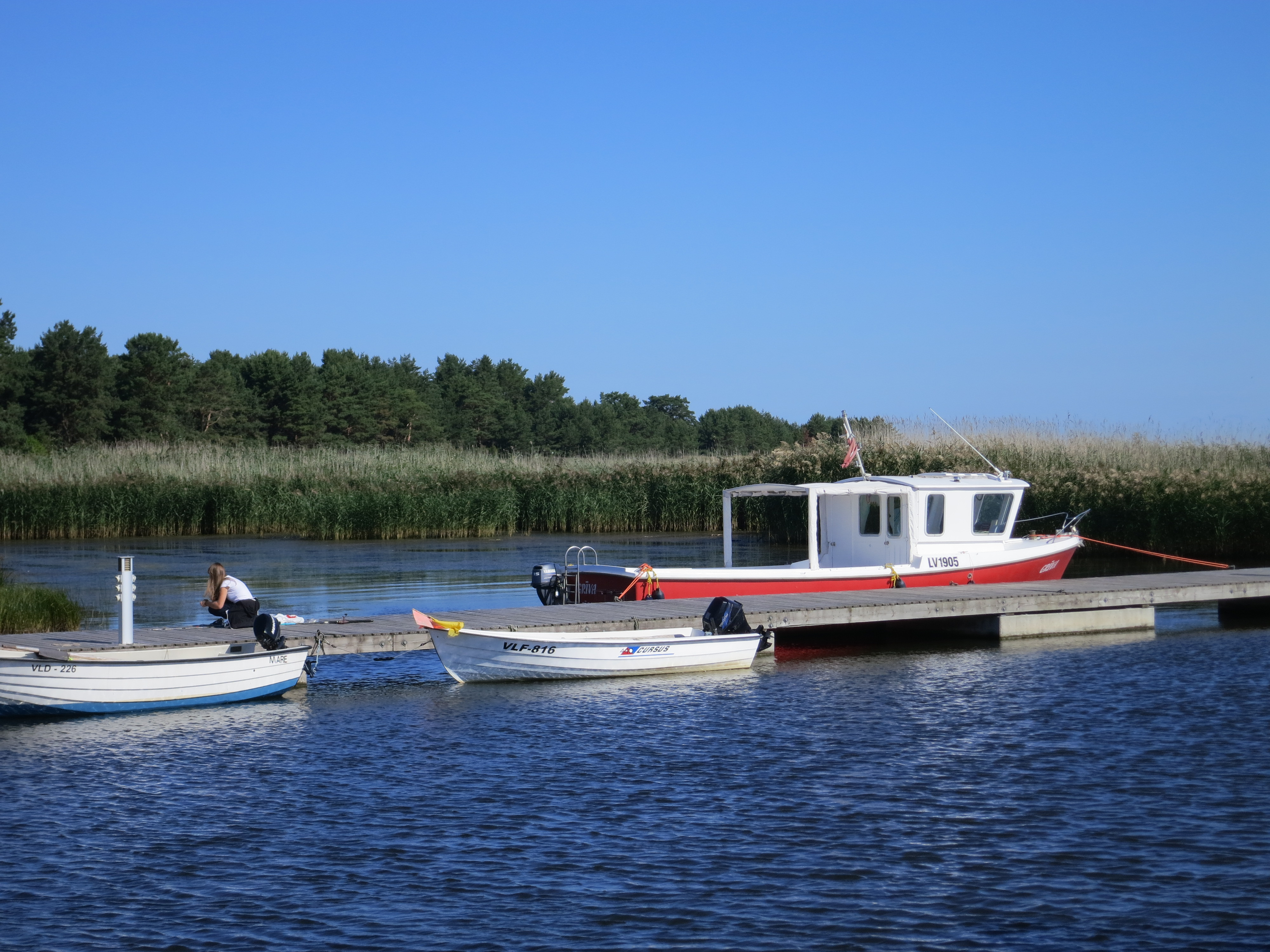
Лодочный причал
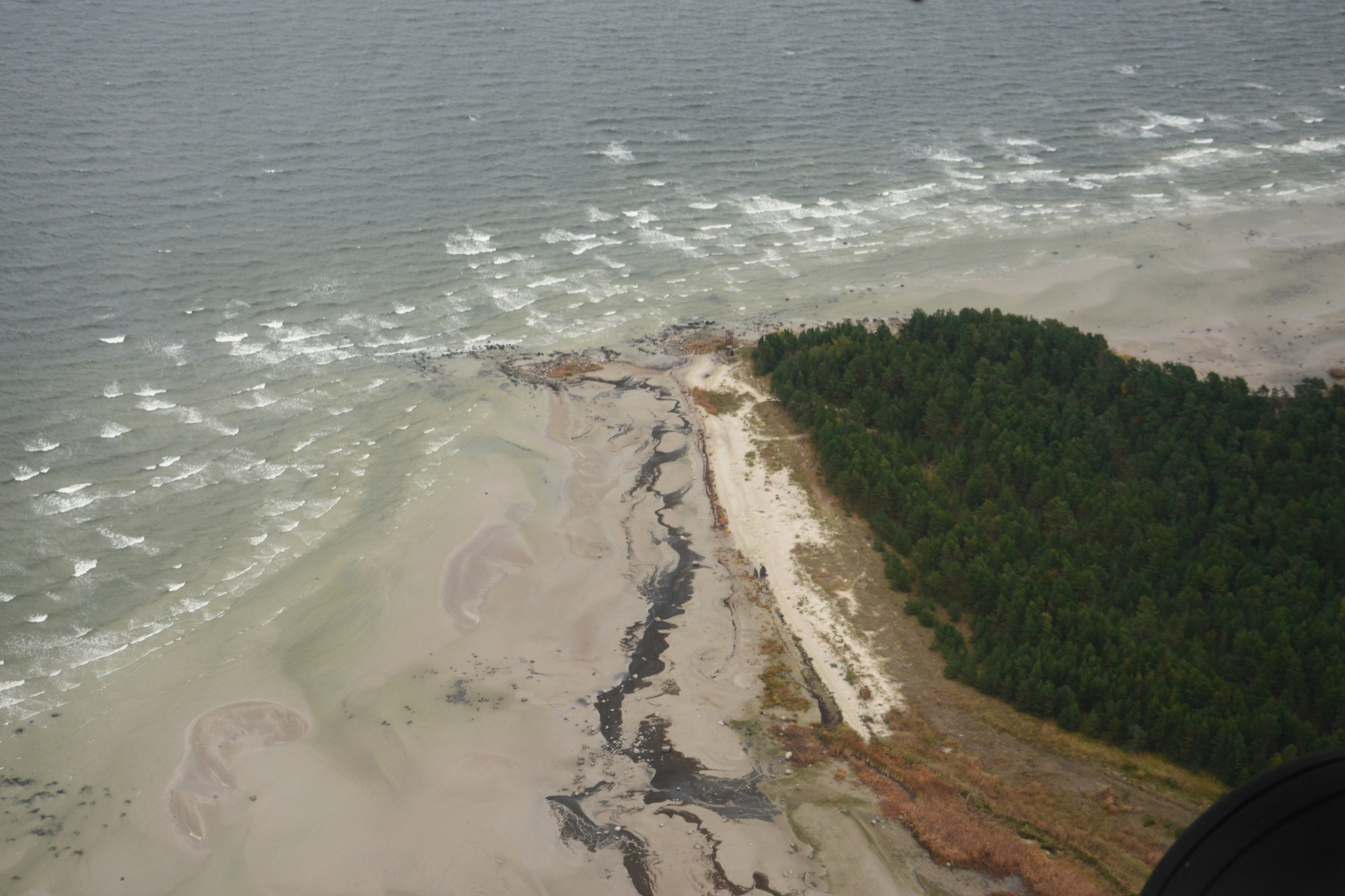
Пляж Куунси с самолёта